# Takedomi Rei
Takedomi Rei (武富礼衣 (Vũ Phú Lễ Y) sinh ngày 25 tháng 5 năm 1999 tại Saga, Nhật Bản) là một Nữ Lưu kì sĩ trực thuộc Liên đoàn Shogi Nhật Bản với số hiệu Nữ Lưu là 60. Cô là môn hạ của Nakata Isao Bát đẳng. Cô đã tốt nghiệp trường Sơ trung & Cao trung Ryukoku, sau đó là Đại học Ritsumeikan ngành tâm lý học.
Takedomi Rei là kì thủ Shogi chuyên nghiệp, đồng thời cũng là Nữ Lưu kì sĩ đầu tiên tới từ tỉnh Saga.

## Sự nghiệp kì thủ

### Trở thành Nữ Lưu kì sĩ
Khi Takedomi còn ở trường mẫu giáo, cô đã thể hiện sự thích thú của mình đối với shōgi khi xem cha và anh trai của mình chơi cờ.
Năm 2006, khi cô học lớp một khối tiểu học, cô đã tham dự sự kiện Ngày Shogi được tổ chức ở thành phố Saga và được chơi một ván đấu chấp 6 quân với Tanigawa Koji, ván cờ đó cũng khởi đầu cho niềm đam mê với shogi của cô.Cô di chuyển từ Saga tới Fukuoka để tham gia một trường đầu cờ, mà sau đó Takedomi gặp Nakata Isao - người đã phát hiện khả năng chơi cờ của cô và sau này cũng sẽ trở thành sư phụ của cô.
Cô đã tham gia giải Vô địch Shogi Sơ trung Toàn quốc với tư cách đại diện của tỉnh Saga trong ba năm liên tiếp.Takedomi cũng là đại diện cho tỉnh Saga để tham gia giải Long Vương Cao trung Toàn quốc lần thứ 28, tiếp đó là về ba ở hạng mục dành cho nữ trong giải Vô địch Shogi Cao trung Toàn quốc lần thứ 51.
Tháng 9 năm 2015,cô trở thành nghiên cứu sinh dưới sự quản lý của Nakata Isao và bắt đầu tham gia Hội Nghiên tu ở Kanto cấp D1

### Đường dẫn
1. ↑  "https://twitter.com/reishogi/status/969201324079247361". Twitter. Truy cập ngày 5 tháng 12 năm 2022. {{Chú thích web}}: Liên kết ngoài trong |tựa đề= (trợ giúp)
2. ↑  "https://twitter.com/reishogi/status/980790390415478784". Twitter. Truy cập ngày 5 tháng 12 năm 2022. {{Chú thích web}}: Liên kết ngoài trong |tựa đề= (trợ giúp)
3. ↑  "https://twitter.com/reishogi/status/1505881486376931331". Twitter. Truy cập ngày 5 tháng 12 năm 2022. {{Chú thích web}}: Liên kết ngoài trong |tựa đề= (trợ giúp)
4. ↑  "女流プロ棋士・武富さん初段に 知事に報告：朝日新聞デジタル". 朝日新聞デジタル (bằng tiếng Nhật). ngày 15 tháng 3 năm 2018. Bản gốc lưu trữ ngày 5 tháng 12 năm 2022. Truy cập ngày 5 tháng 12 năm 2022.
5. ↑  "龍谷高３年武富さん、県内初のプロ棋士に 将棋女流２級に昇格 | 行政・社会 | 佐賀新聞ニュース". 佐賀新聞 (bằng tiếng Nhật). Truy cập ngày 5 tháng 12 năm 2022.
6. ↑  "高校３年と中学３年女流棋士が新たに誕生！終局後にカフェで祝福". スポーツ報知 (bằng tiếng Nhật). ngày 7 tháng 2 năm 2018. Truy cập ngày 5 tháng 12 năm 2022.
7. 1 2 3 4  "武富礼衣さんが女流棋士３級に｜将棋ニュース｜日本将棋連盟". www.shogi.or.jp (bằng tiếng Nhật). Truy cập ngày 5 tháng 2 năm 2023.
8. 1 2  ., Tamaru Nobaru (tháng 11 năm 2016). "盤上盤外一手有情 - Trên bàn cờ, ngoài bàn cờ và mỗi nước đi". Thế giới Shogi - 将棋世界 (bằng tiếng Nhật). Liên đoàn Shogi Nhật Bản. {{Chú thích tạp chí}}: |last= có tên số (trợ giúp); Kiểm tra giá trị |first= (trợ giúp)
9. ↑  "本大会出場のプロ棋士". 全国中学生選抜将棋選手権大会 (bằng tiếng Nhật). Bản gốc lưu trữ ngày 22 tháng 3 năm 2023. Truy cập ngày 5 tháng 2 năm 2023.
10. ↑  "母からの"将棋ネックレス"支えに…19歳女流棋士の挑戦 | 女性自身". web.archive.org. ngày 24 tháng 6 năm 2018. Bản gốc lưu trữ ngày 24 tháng 6 năm 2018. Truy cập ngày 5 tháng 2 năm 2023.{{Chú thích web}}:  Quản lý CS1: bot: trạng thái URL ban đầu không rõ (liên kết)